# Bossiaea heterophylla
Bossiaea heterophylla är en ärtväxtart som beskrevs av Étienne Pierre Ventenat. Bossiaea heterophylla ingår i släktet Bossiaea och familjen ärtväxter. Inga underarter finns listade i Catalogue of Life.

## Bildgalleri

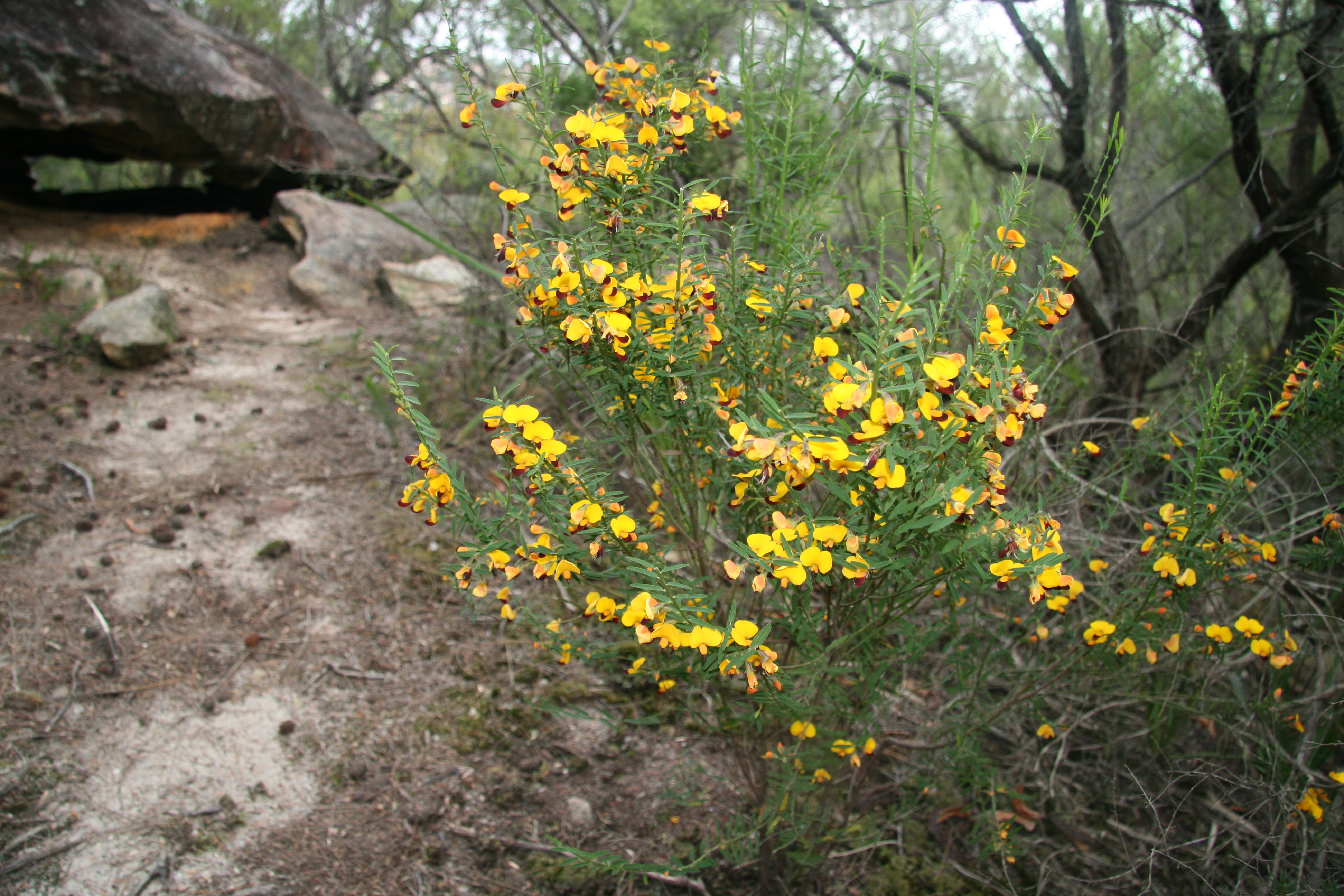
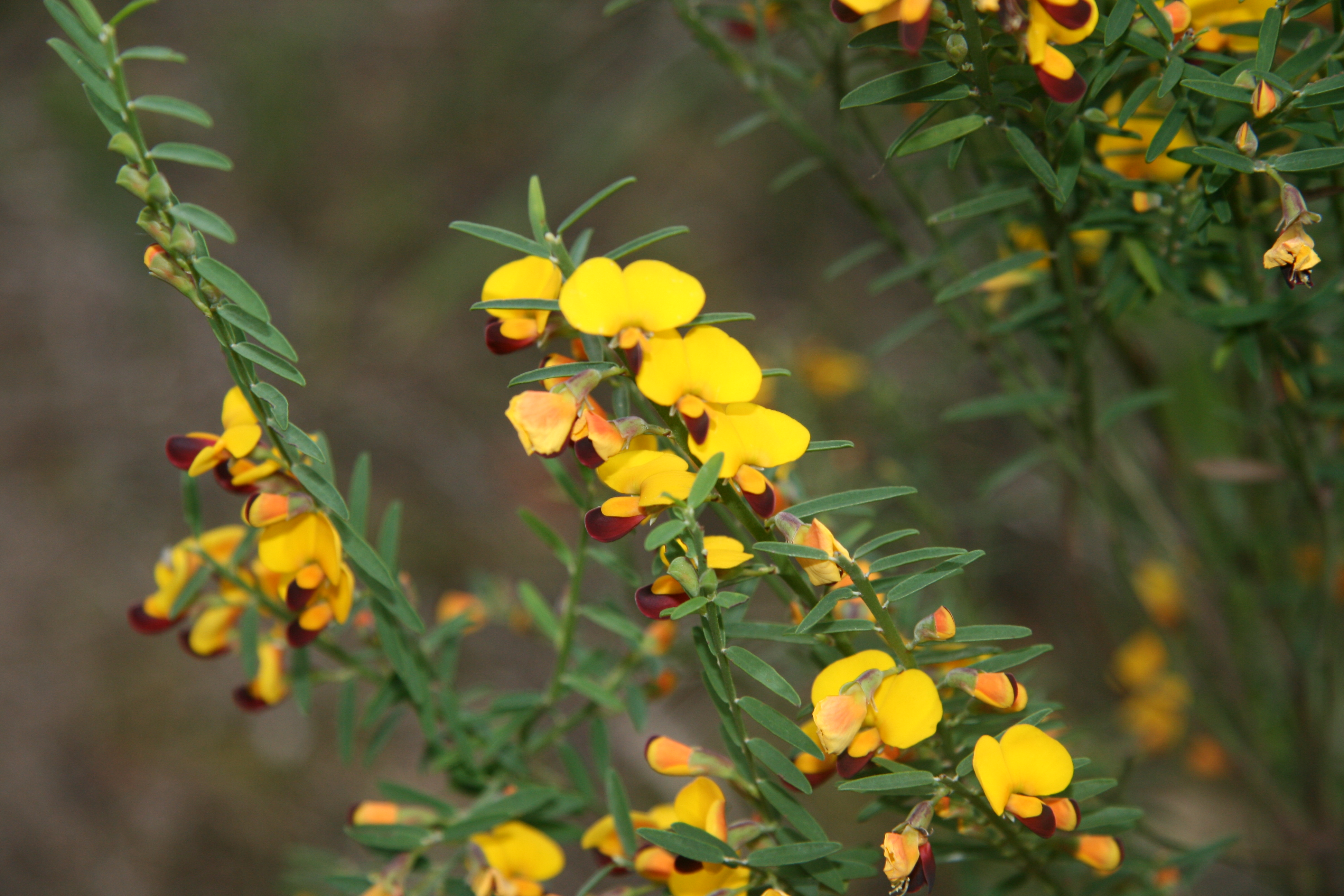